# Kurixalus
Kurixalus – rodzaj płazów bezogonowych z podrodziny Rhacophorinae w rodzinie nogolotkowatych (Rhacophoridae).

## Zasięg występowania
Rodzaj obejmuje gatunki zamieszkujące front Himalajów rozciągający się od wschodnich Indii przez Mjanmę i górzystą południową Chińską Republikę Ludową i na południe po południową Kambodżę i środkowy Wietnam, przez zachodnią i północną półwyspową część Tajlandii, dalej przez Malezję, aż po Sumatrę, Borneo i Filipiny.

## Systematyka

### Etymologia
Aquixalus: łac. aqua „woda”; rodzaj Ixalus A.M.C. Duméril & Bibron, 1841.

### Podział systematyczny
Do rodzaju należą następujące gatunki:

- Kurixalus absconditus Mediyansyah, Hamidy, Munir & Matsui, 2019
- Kurixalus appendiculatus (Günther, 1858)
- Kurixalus baliogaster (Inger, Orlov & Darevsky, 1999)
- Kurixalus banaensis (Bourret, 1939)
- Kurixalus berylliniris Wu, Huang, Tsai, Li, Jhang & Wu, 2016
- Kurixalus bisacculus (Taylor, 1962)
- Kurixalus chaseni (Smith, 1924)
- Kurixalus eiffingeri (Boettger, 1895)
- Kurixalus gracilloides Nguyen, Duong, Luu & Poyarkov, 2020[5]
- Kurixalus gryllus (Smith, 1924)
- Kurixalus hainanus (Zhao, Wang & Shi, 2005)
- Kurixalus idiootocus (Kuramoto & Wang, 1987)
- Kurixalus inexpectatus Messenger, Yang, Borzée, Chuang & Othman, 2022
- Kurixalus lenquanensis Yu, Wang, Hou, Rao & Yang, 2017
- Kurixalus motokawai Nguyen, Matsui & Eto, 2014
- Kurixalus naso (Annandale, 1912)
- Kurixalus odontotarsus (Ye & Fei, 1993)
- Kurixalus pollicaris (Werner, 1914)
- Kurixalus raoi Zeng, Wang, Yu & Du, 2021
- Kurixalus silvaenaias Hou, Peng, Miao, Liu, Li & Orlov, 2021
- Kurixalus verrucosus (Boulenger, 1893)
- Kurixalus viridescens Nguyen, Matsui & Duc, 2014
- Kurixalus wangi Wu, Huang, Tsai, Li, Jhang & Wu, 2016
- Kurixalus yangi Yu, Hui, Rao & Yang, 2018